# Khronosz
Khronosz (ógörög Χρόνος, latin Chronus) az idő deifikált fogalma az ókori görögöknél. Nem tévesztendő össze Kronosszal, a titánnal, a második generációs istennemzedék uralkodójával. Kronoszt és Khronoszt a görögök is együtt említették, részben a névhasonlóság miatt, de különböző eredetűek.
Khronosz a többféle görög kozmogónia egyikében az első generációs istenek egyike, kígyótestű és három fejű lény. Fejei ember, bika és oroszlán alakúak. Társa, a szintén kígyótestű Ananké. Khronosz és Ananké nászából egy tojás jött létre, amelyből Khronosz létrehozta az ősi világot, majd szétosztotta földre, tengerre és égre. Ősi típusú legenda, amelynek gyökerei Mezopotámiára vezethetők vissza.
Khronosz mítoszai később részben összeolvadtak a másik kozmogóniai elképzelésben szereplő Kronosszal. A görög vallásban mégis mindvégig fennmaradt, az orphikusoknál ismét világteremtő.